# Mayra Ramírez
Mayra Ramírez (født 23. marts 1999) er en kvindelig colombiansk fodboldspiller, der spiller midtbane for spanske Levante i Liga F og Colombias kvindefodboldlandshold. I 2020 skiftede hun første gang til spansk fodbold for Sporting de Huelva, indtil hun i sommeren 2022 skiftede til topklubben Levante.
Ramírez fik sin seniordebut for Colombia den 19. juli 2018 i et 0–1-nederlag mod Costa Rica. Hun scorede sit første landsholdsmål for Colombia i en venskabskamp mod Peru den 8. april 2019. Hun blev i juni 2023 udtaget til den officielle colombiansk trup frem mod VM i fodbold 2023 i Australien/New Zealand.